# Гродненский монетный двор
Гродненский монетный двор ― предприятие по выпуску металлических денег для нужд Великого княжества Литовского.

## История создания

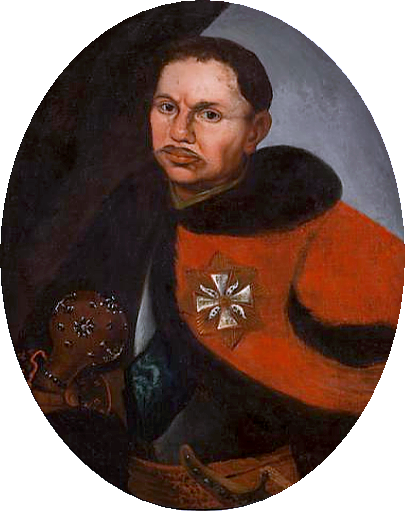
Людвик Констанций Поцей

В 1706 году открыт подскарбием литовским Людвиком Поцеем. Здесь чеканили трояки и шостаки по образцу номиналов, изготовлявшихся в Лейпциге до 1704 года. Эти деньги предназначались в уплату войску. На монетах имелись инициалы LP и герб Потея «Bara». Монеты выпускались до 1708 года. Они делались из серебра примерно 250-й пробы. Трояки (1706) имели на аверсе портрет Августа II и цифру 3 в обводке, и герб Погоня на реверсе, весили около 1,8 грамма, диаметр ― 21 мм. На реверсе шостаков (1706—1707) были отчеканены гербы Польши, ВКЛ и номинал VI под короной. Вес шостаков ― 3 грамма, диаметр ― 25 мм.
Город Гродно подвергся нападению шведов, и Людвик Поцей перевёз оборудование на Кенигсбергский монетный двор, но оккупация шведами Саксонии и нехватка серебра не дала ему приступить к намеченному изготовлению литовских шостаков из российских копеек, снизив содержание серебра в них вдвое. Позже шостаки с портретом Августа II изготавливали на московском монетном дворе.

## Решение Скарбовой комиссии, его последующая отмена
В 1768 Скарбовая комиссия ВКЛ, занимавшаяся финансами, поручила начальнику Краковского и Варшавского монетных дворов барону Петеру Николаусу фон Гартенберг-Садогурскому воссоздать в Гродно монетный двор для выпуска медной монеты. Опыт у барона имелся, он воссоздал Краковский двор, который 80 лет стоял закрытым. Гартенберг-Садогурский перекупил у купца Баруха контракт на выпуск медных монет из 25 тысяч фунтов московской меди. Но барон только успел приобрести в Гродно помещение, завезти оборудование и нанять рабочих. Государственная комиссия отменила решение об открытии монетного двора в Гродно.